# Włostki
Włostki – mała osada w Polsce położona w województwie wielkopolskim, w powiecie gostyńskim, w gminie Poniec. Osada jest częścią składową sołectwa Sarbinowo.
W okresie Wielkiego Księstwa Poznańskiego (1815-1848) miejscowość wzmiankowana jako folwark Włostki należała do wsi mniejszych w ówczesnym pruskim powiecie Kröben (krobskim) w rejencji poznańskiej. Folwark Włostki należał do okręgu bojanowskiego tego powiatu i stanowił część majątku Sarbinowo, którego właścicielem był wówczas Szczaniecki. Według spisu urzędowego z 1837 roku wieś liczyła 11 mieszkańców, którzy zamieszkiwali dwa dymy (domostwa)
W latach 1975–1998 miejscowość należała administracyjnie do województwa leszczyńskiego.